# Edgar Seligman
Edgar Isaac Seligman (San Francisco, 14 aprile 1867 – Londra, 27 settembre 1958) è stato uno schermidore britannico, vincitore di due medaglie d'argento nella scherma ai giochi olimpici di Stoccolma del 1912 e di Londra del 1908, ed una medaglia d'argento ai giochi intermedi di Atene del 1906 (non riconosciuti dal CIO).
Ha partecipato a 6 edizioni dei Giochi olimpici: Giochi olimpici del 1908, del 1912, del 1920, del 1924, del 1928 e del 1932 (in queste ultime 2 nell'arte).